# Marplesia
Marplesia là một chi nhện trong họ Amphinectidae. De twee onderliggende soorten komen voor in New Zealand.

## Soorten
- Marplesia dugdalei Forster & Wilton, 1973
- Marplesia pohara Forster & Wilton, 1973